# Akgüney, Beylikova
Akgüney là một xã thuộc huyện Beylikova, tỉnh Eskişehir, Thổ Nhĩ Kỳ.